# Rosina
Rosina (en hongrois : Harmatos) est une commune de la région de Žilina, en Slovaquie.

## Histoire
La première mention écrite du village date de 1341.

## Démographie

### Évolution de la population
| Année:               | 1994. | 2004.   | 2014.   | 2024.   |
| -------------------- | ----- | ------- | ------- | ------- |
| Nombre de personnes: | 2617  | 2854    | 3116    | 3374    |
| Différence:          |       | +9,05 % | +9,18 % | +8,27 % |

| Année:               | 2023. | 2024.   |
| -------------------- | ----- | ------- |
| Nombre de personnes: | 3382  | 3374    |
| Différence:          |       | -0,23 % |